# Diego Calva
Diego Calva, né Diego Calva Hernández le 16 mars 1992 à Mexico, est un acteur mexicain.
Il acquiert une renommée mondiale pour son interprétation de Manny Torres dans la fresque historique et dramatique Babylon de Damien Chazelle. Succès critique et commercial en Europe, il obtient une nomination au Golden Globe du meilleur acteur dans un film musical ou comédie.

## Biographie

### Débuts
Fils d'un éditeur et d'une artiste, Diego Calva grandit à Mexico. Il fait des études de cinéma dans le but de devenir réalisateur et entre dans le milieu en exerçant divers métiers comme technicien ou assistant de production.
Pour ses débuts au cinéma en 2015, il obtient le premier rôle dans le film de Julio Hernández Cordón Te prometo anarquía (en). Le film reçoit des récompenses dans plusieurs festivals. Il se fait remarquer en 2021 avec un rôle de chef de cartel dans la troisième saison de la série Narcos: Mexico.

### Révélation grâce àBabylon
En 2022, Diego Calva sort de l'anonymat grâce à son rôle de Manny Torres, jeune  homme à tout faire d'un studio de cinéma propulser comme réalisateur dans le Hollywood des années 1920, dans le film Babylon de Damien Chazelle. Fresque dantesque de plus de trois heures, il en est la tête d'affiche aux côtés de Brad Pitt et surtout Margot Robbie. Succès critique et commercial en Europe et particulièrement en France, Babylon est cependant un échec lors de sa présentation aux États-Unis. Son interprétation lui vaut une nomination aux Golden Globes en tant que meilleur acteur dans un film musical ou une comédie.
En 2023, il est de retour au cinéma dans un second rôle avec Bird Box Barcelona, film d'action espagnol réalisé par les frères Álex et David Pastor dans lequel il joue aux côtés de Mario Casas et de la mannequin Georgina Campbell. Le film passe relativement inaperçu mais lui permet de se confronter à un cinéma radicalement différent de ce qu'il a pu faire dans le passé.
L'année suivante, il revient au centre de l'attention médiatique grâce à son rôle dans le drame historique et romantique Les Indomptés qui s'intéresse aux traitements des homosexuels dans l'Amérique du début des années 1960. Il forme un couple gay avec Jacob Elordi et face à Daisy Edgar-Jones et Will Poulter.

## Filmographie

### Cinéma

#### Années 2010
- 2015 : Je te promets (Te prometo anarquia) de Julio Hernández Cordón : Miguel
- 2017 : Ayúdame a pasar la noche de José Ramón Chávez Delgado : Luis

#### Années 2020
- 2020 : ColOZio d'Artemio Narro : Diego
- 2020 : Tigres de Miguel Icaza : Azur
- 2021 : Los hermosos vencidos de Guillermo Magariños : Daniel
- 2022 : Babylon de Damien Chazelle : Manuel « Manny » Torres
- 2023 : City of Dreams de Mohit Ramchandani : Carlitos
- 2023 : Bird Box: Barcelona de David et Álex Pastor : Octavio
- 2024 : Les Indomptés (On Swift Horses) de David Minahan : Henry
- 2025 : Killing Castro d'Eif Rivera : Ernesto Guevara
- 2026 : Her Private Hell de Nicolas Winding Refn
- NBA : Video Game Auteur de Txema Novelo

#### Courts métrages
- 2013 : Ficción de Juan Pablo Villavicencio Borges : l'ami
- 2017 : Otro muerto d'Emilio Gonzalez : Alejandro
- 2018 : Noticias de Pluton de Diego Flores Contreras : Oscar
- 2019 : Sleeping Dogs Lie de Mark Moliterni :
- 2020 : Cachorro d'Omar Alba : Alex Vera
- 2021 : Carlota de Malu Solis : Poncho
- 2023 : Ese ruido de Sebastian Isla : Anselmo
- 2024 : Siento vértigo de Luciana Moreno Mora : Damian
- 2024 : Perséfone de Jurek Jablonicky : Carlos

### Télévision
- 2018 : Le Détenu (El recluso) : El Rubio (12 épisodes)
- 2020 : Les Envolées (Desenfrenadas) créée par Diego Martinez Ulanosky (mini-série) : Joshua (8 épisodes)
- 2021 : Narcos: Mexico : Arturo Bertran Leyva (6 épisodes)
- 2024 : El secreto del río : Erik (7 épisodes)
- 2024 : Familia de medianoche (mini-série) : Marcus (10 épisodes)
- 2025 : Celda 211 (mini-série) : Juan Olvera (1 épisode)
- 2025 : The Night Manager, saison 2, épisode 1

## Distinctions

### Récompenses
- Festival international du nouveau cinéma latino-américain de La Havane 2015 : Meilleur acteur pour Te prometo anarquía

### Nominations
- Satellite Awards 2023 : meilleur acteur dans un film musical ou une comédie pour Babylon
- Golden Globes 2023 : meilleur acteur dans un film musical ou une comédie pour Babylon
- Paris Films Critics Awards 2024 : meilleure révélation masculine pour Babylon